# Saunasaari (ö i Kajanaland, Kehys-Kainuu, lat 64,43, long 29,84)
Saunasaari är en ö i Finland. Den ligger i sjön Änättijärvi och i kommunen Kuhmo i den ekonomiska regionen  Kehys-Kainuu  och landskapet Kajanaland, i den centrala delen av landet, 500 km nordost om huvudstaden Helsingfors. Öns area är 7,3 hektar och dess största längd är 0,6 kilometer i öst-västlig riktning.